# Mesklá
Mesklá, en grec moderne : Μεσκλά, est un village du dème de Plataniás, en Crète, en Grèce. Selon le recensement de 2011, la population de Mesklá compte 333 habitants. Le village est situé à une altitude de 200 m, sur les contreforts nord des montagnes Blanches, sur un plateau de la vallée de la rivière Keríti et à une distance de 21 km de La Canée.

## Recensements de la population
| Recensements | 1900 | 1920 | 1928 | 1940 | 1951 | 1961 | 1971 | 1981 | 1991 | 2001 | 2011 |
| ------------ | ---- | ---- | ---- | ---- | ---- | ---- | ---- | ---- | ---- | ---- | ---- |
| Population   | 617  | 569  | 619  | 826  | 628  | 704  | 600  | 540  | 527  | 425  | 333  |